# Ulexit
Ulexit, auch als Fernsehstein, Televisionsstein oder TV-Stein bekannt, ist ein eher selten vorkommendes Mineral aus der Mineralklasse der „Borate“ mit der Formel CaNa[B5O6(OH)6]·5H2O und damit chemisch gesehen ein wasserhaltiges Calcium-Natrium-Borat.
Ulexit kristallisiert im triklinen Kristallsystem, entwickelt aber nur selten mit bloßem Auge sichtbare, nadelige bis prismatische Einzelkristalle. Meist findet er sich in Form von faserigen Mineral-Aggregaten, baumwollähnlichen Knollen oder kompakten parallelfaserigen, traubigen Massen und Adernfüllungen. Je nach Ausbildungsform ist Ulexit farblos und durchsichtig (Einkristall) bis undurchsichtig weiß (kompakte Massen). Durch Verunreinigung mit Tonmineralen kann er zudem eine graue Farbe annehmen. In faseriger Ausbildung zeigt das Mineral einen seidenähnlichen Glanz auf den Oberflächen.

## Etymologie und Geschichte

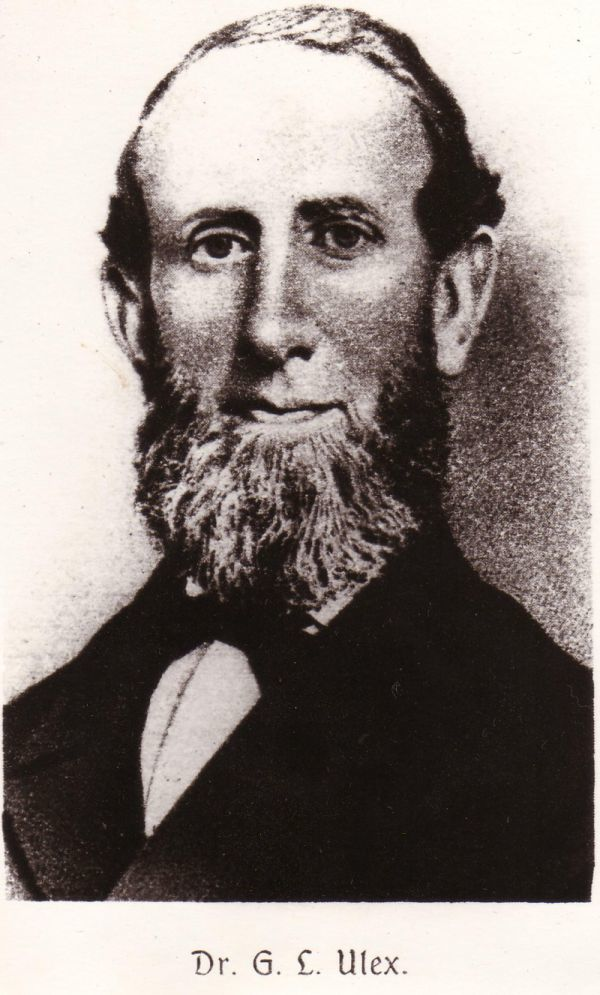
Namensgeber Georg Ludwig Ulex

In seiner Publikation Ueber eine natürliche borsaure Verbindung berichtete der Hamburger Chemiker Georg Ludwig Ulex 1849 erstmals von weißen, knolligen, haselnuss- bis kartoffelgroßen Massen, die unter den Salpeterschichten im „südlichen Peru“ ausgegraben und dort als Tiza bezeichnet wurden. Diese Knollen sahen äußerlich dem in Halle an der Saale entdeckten Aluminit sehr ähnlich, bestanden aber im Gegensatz zu diesen aus weißen, verfilzten und seidig glänzenden Kristallfasern. In den Knollen fanden sich Andesit und rhombische Prismen von Brogniartin (= Brochantit). Den Analysen von Ulex zufolge besteht das Mineral aus wasserhaltigem Natrium- und Calciumborat.
Bereits Augustus Allen Hayes (1806–1882) soll ein Mineral als Hydroborocalcit beschrieben haben, das in den Ebenen der Provinz Iquique in Chile zusammen mit Pickeringit (auch Magnesiaalaun) gefunden wurde. Auch Hayes analysierte das Material und fand Borsäure, Kalk und Wasser, ermittelte jedoch nicht deren Anteile in der Verbindung und Ulex vermutete, dass Hayes den Natronanteil übersehen haben könnte. Auch konnte Ulex in seinem analysierten Material weder Magnesia noch Tonerde finden, jedoch stimmten die übrigen Beschreibungen gut überein. Ulex kommt daher zu dem Schluss, dass die von ihm und Hayes untersuchten Proben zwar wahrscheinlich identisch sind, sich dies jedoch nicht mit hinreichender Sicherheit sagen lässt. Dennoch sollte der Anmerkung der Redaktion zufolge das von Ulex nun korrekt analysierte Material besser als Boronatrocalcit bezeichnet werden.
James Dwight Dana kommt 1850 in der dritten Auflage seines Werks A System of Mineralogy zu dem Ergebnis, dass die von Ulex analysierte „Boratart aus Chili“ sich so stark von der von Hayes untersuchten unterscheide, dass sie eine eigene Bezeichnung zu benötigen scheint. Er bezeichnet daher das von Ulex analysierte und erstbeschriebene Mineral nach ihm als Ulexit.
Seine Synonyme Fernsehstein, Televisionsstein oder kurz TV-Stein erhielt Ulexit aufgrund seiner speziellen optischen Eigenschaften (siehe dort).
Als Typlokalität für den Ulexit gilt übereinstimmend die genannte Provinz Iquique in Chile. Ein Aufbewahrungsort für das Typmaterial des Minerals ist allerdings nicht dokumentiert.
Da der Ulexit bereits lange vor der Gründung der International Mineralogical Association (IMA) bekannt und als eigenständige Mineralart anerkannt war, wurde dies von ihrer Commission on New Minerals, Nomenclature and Classification (CNMNC) übernommen und bezeichnet den Ulexit als sogenanntes „grandfathered“ (G) Mineral. Die seit 2021 ebenfalls von der IMA/CNMNC anerkannte Kurzbezeichnung (auch Mineral-Symbol) von Ulexit lautet „Ulx“.

## Klassifikation
In der letztmalig 1977 überarbeiteten 8. Auflage der Mineralsystematik nach Strunz gehörte der Ulexit zur Mineralklasse der „Borate“ und dort zur Abteilung „Gruppenborate (Soroborate)“, wo er gemeinsam mit Priceit und Tertschit in der „Ulexit-Gruppe“ mit der Systemnummer Vc/B.07 steht.
In der zuletzt 2018 überarbeiteten Lapis-Systematik nach Stefan Weiß, die formal auf der alten Systematik von Karl Hugo Strunz in der 8. Auflage basiert, erhielt das Mineral die System- und Mineralnummer V/H.14-010. Dies entspricht der gemeinsamen Klasse der „Nitrate, Carbonate und Borate“ und dort der Abteilung „Gruppenborate“, wo Ulexit als einziges Mineral eine unbenannte Gruppe mit der Systemnummer V/H.14 bildet.
Die von der International Mineralogical Association (IMA) zuletzt 2009 aktualisierte 9. Auflage der Strunz’schen Mineralsystematik ordnet den Ulexit in die wieder eigenständige Klasse der „Borate“ und dort in die Abteilung „Pentaborate“ ein. Diese ist weiter unterteilt nach der Struktur der Boratkomplexe, so dass das Mineral entsprechend seiner Zusammensetzung in der Unterabteilung „Insel-Pentaborate (Neso-Pentaborate)“ zu finden ist, wo es als einziges Mitglied eine unbenannte Gruppe mit der Systemnummer 6.EA.25 bildet.
In der vorwiegend im englischen Sprachraum gebräuchlichen Systematik der Minerale nach Dana hat Ulexit die System- und Mineralnummer 26.05.11.01. Das entspricht der wie in der Lapis-Systematik der gemeinsamen Klasse der „Carbonate, Nitrate und Borate“ und dort der Abteilung „Wasserhaltige Borate mit Hydroxyl oder Halogen“. Hier findet er sich innerhalb der Unterabteilung „Wasserhaltige Borate mit Hydroxyl oder Halogen“ als einziges Mitglied in einer unbenannten Gruppe mit der Systemnummer 26.05.11.

## Chemismus
In der idealen (stoffreinen) Zusammensetzung von Ulexit (NaCaB5O6(OH)6·5H2O) besteht das Mineral im Verhältnis aus je einem Teil Natrium (Na) und Calcium (Ca), fünf Teilen Bor (B) sowie 17 Teilen Sauerstoff (O) und 16 Teilen Wasserstoff (H). Dies entspricht einem Massenanteil (Gewichtsprozent) von 5,67 Gew.-% Na, 9,89 Gew.-% Ca, 13,34 Gew.-% B, 67,12 Gew.-% O und 3,98 Gew.-% H oder in der Oxidform 7,65 Gew.-% Natriumoxid (Na2O), 13,84 Gew.-% Calciumoxid (CaO), 42,95 Gew.-% Bortrioxid (B2O3) und 35,57 Gew.-% H2O.
Bei natürlichen Ulexiten können die Werte je nach Bildungsbedingungen und Stofftransport in geringem Umfang abweichen. So ergab die Analyse von Ulexitproben aus der Suckow Mine bei Boron im Kern County des US-Bundesstaates Kalifornien eine durchschnittliche Zusammensetzung von 7,78 Gew.-% Na2O, 13,92 Gew.-% CaO, 43,07 Gew.-% B2O3 und 35,34 Gew.-% H2O.

## Kristallstruktur
Ulexit kristallisiert triklin in der Raumgruppe P1 (Raumgruppen-Nr. 2) mit den Gitterparametern a = 8,82 Å; b = 12,87 Å; c = 6,68 Å; α = 90,4°; β = 109,0° und γ = 105,0° sowie zwei Formeleinheiten pro Elementarzelle.

## Eigenschaften

### Optische Eigenschaften

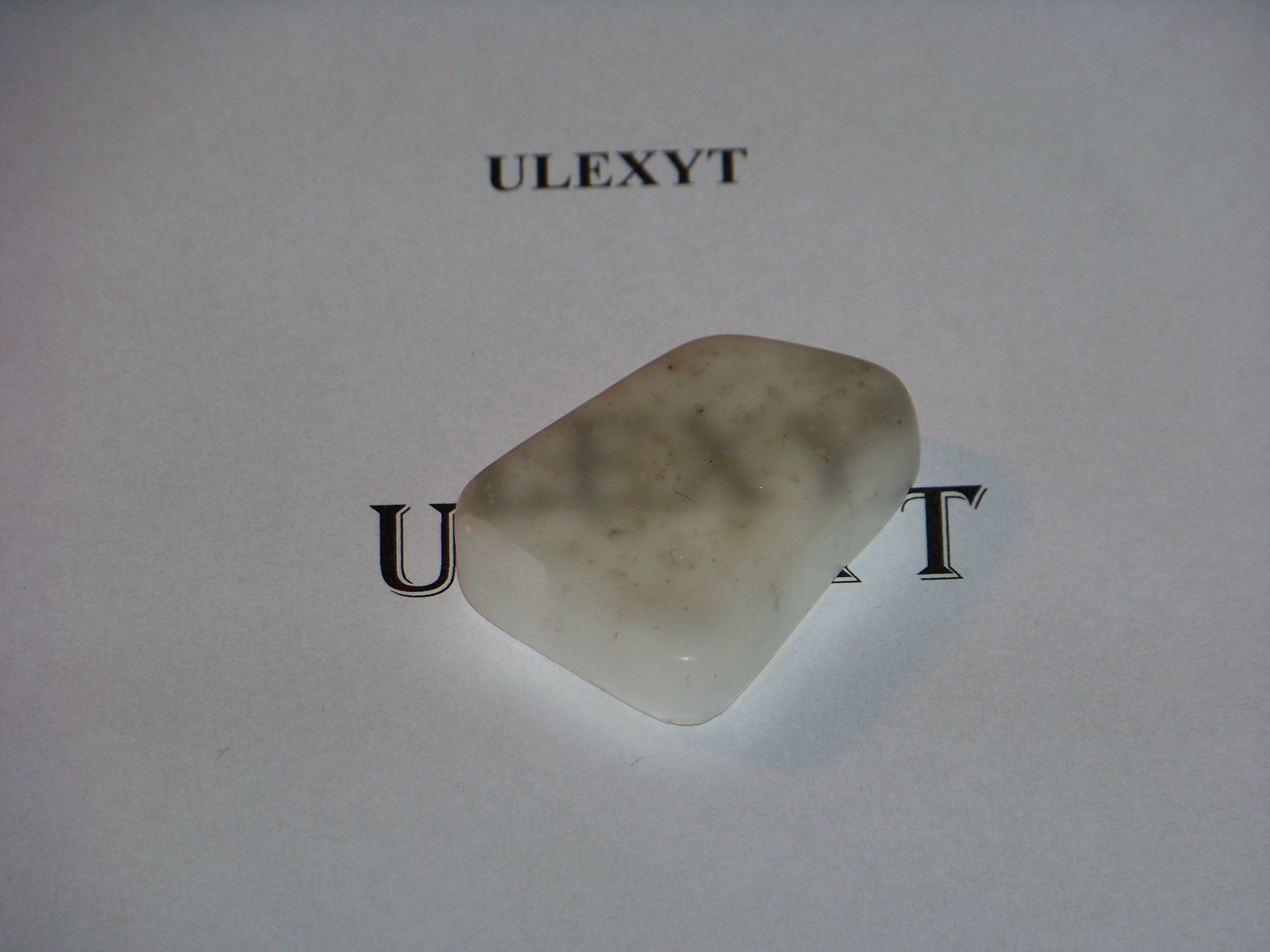
Ulexit, Darstellung des Bildleiteffektes

Bei faseriger Ausbildung und Glattschliff der Flächen senkrecht zur Faser ist das Mineral in der Lage, unterlegte Schriften oder Bilder an die Steinoberfläche zu projizieren. Aufgrund dieser Eigenschaft ist der Ulexit auch unter der Bezeichnung Fernsehstein, Televisionsstein oder kurz TV-Stein bekannt.

### Physikalische Eigenschaften
Unter UV-Licht zeigen manche Ulexite eine gelbe bis grünlichgelbe oder cremeweiße, möglicherweise auch blaue Fluoreszenz.
Ulexit ist mit einer Mohshärte von 2,5 zwar noch weich, das heißt mit dem Fingernagel nicht mehr, aber mit einer Kupfermünze leichter als Calcit (Härte 3) ritzbar; jedoch ist er auch sehr spröde und parallel zu den Fasern vollkommen spaltbar.
Nach seinem Erstbeschreiber Ulex nimmt Ulexit „begierig Wasser auf“ und besitzt einen schwach salzigen Geschmack. In kaltem Wasser ist er kaum, und in siedendem nur schwer löslich, wobei die entstandene Lösung alkalisch reagiert. Vor dem Lötrohr bläht sich Ulexit auf und schmilzt leicht zu einer glasartigen Substanz, die nach dem Erkalten klar bleibt. Im Glasröhrchen erhitzt gibt das Mineral Wasser ab, allerdings ohne saure oder alkalische Reaktion. In Säuren ist Ulexit leicht und ohne Brausen löslich.

## Bildung und Fundorte

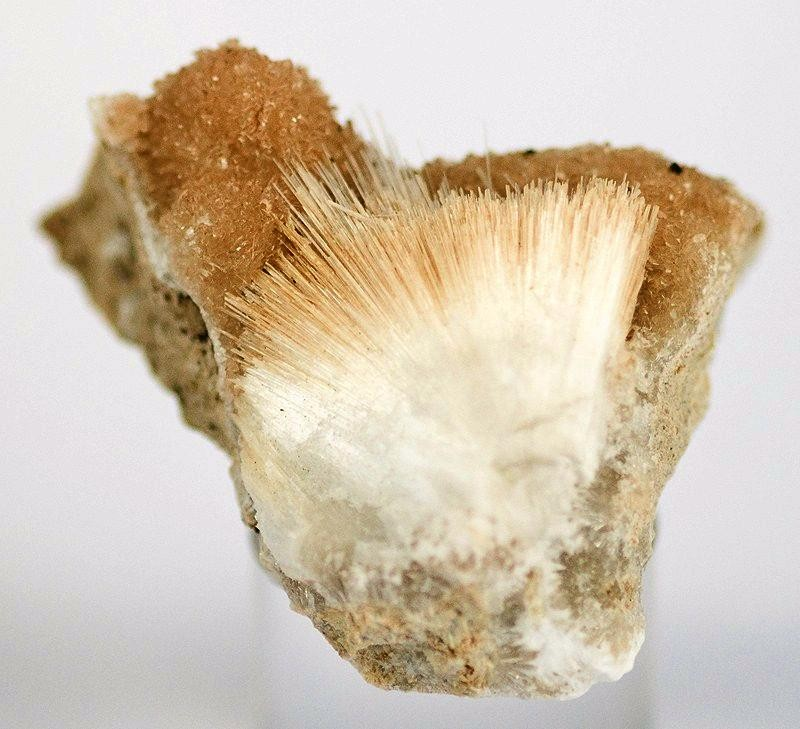
Nadelige Ulexitkristalle mit aufsitzenden, teilweise körnigen Calcitkristallen aus Boron, Kern County, Kalifornien, USA (Größe: 4,4 cm × 3,8 cm × 2,2 cm)

Ulexit bildet sich sedimentär in austrocknenden Borax- oder Salzseen bzw. Salzsümpfen oder Salztonebenen. Sind Kondensationskeime vorhanden, kristallisiert das Mineral aus der Lösung in einer bevorzugten Wachstumsrichtung. Als Begleitminerale treten meist andere Borat- und Salzminerale beziehungsweise Evaporite wie unter anderem Colemanit, Hydroboracit, Meyerhofferit und Probertit, Gips, Glauberit, Halit, Mirabilit, Trona und Calcit auf.
Als eher seltene Mineralbildung kann Ulexit an verschiedenen Orten zum Teil zwar reichlich vorhanden sein, insgesamt ist er jedoch wenig verbreitet. Weltweit sind bisher rund 170 Vorkommen dokumentiert (Stand 2024). In Chile trat das Mineral außer an seiner Typlokalität in der Provinz Iquique (Región de Tarapacá) noch in Calama und Ollagüe in der Provinz El Loa sowie in der Maria Elena Mine in der Provinz Tocopilla (Antofagasta), dem Salar de Pajonales in der Atacamawüste und im Baños del Toro bei Vicuña (Región de Coquimbo) auf.
In Deutschland fand sich Ulexit bisher unter anderem im Steinbruch Niederellenbach und in der Umgebung der Gemeinde Alheim in Hessen, bei Förste (Osterode am Harz) in Niedersachsen, in der Grube Mathias bei Ihn (Wallerfangen) im Saarland sowie in den Steinbrüchen am Rüsselsee bei Appenrode und am Kohnstein bei Salza (Nordhausen) in Thüringen.
Weitere Vorkommen sind unter anderem Jujuy und Salta in Argentinien; Departamento Potosí in Bolivien; New Brunswick, Neufundland und Labrador und Nova Scotia in Kanada; Qinghai und das autonome Gebiet Tibet in China; Zandschan im Iran; Atyrau in Kasachstan; Arequipa in Peru; Serbien; Kütahya, Zentralanatolien und die Marmararegion in der Türkei; sowie Kalifornien, Nevada und Oklahoma in den USA.

## Verwendung
Ulexit ist ein wichtiges Erz zur Gewinnung von Bor.
Faserige Varietäten von reinweißer Farbe werden zu Schmucksteinen verarbeitet, die im Cabochon-Schliff den begehrten Katzenaugeneffekt zeigen. Das Mineral reagiert allerdings auf jeden Wärmeeinfluss sehr empfindlich. Bereits heißes Wasser kann merklichen Schaden verursachen. Das Gleiche gilt für Reinigungsbehandlungen mit Laugen, Säuren, galvanischen Bädern und Ultraschall.